# Patria
Patria — финская государственная компания, занимающая значительную нишу в оборонной индустрии, аэрокосмической промышленности и на рынке производства высокотехнологических продуктов.

## Продукция и услуги
- Боевая колесная техника (см. Patria AMV), артиллерия (см. 155 K 52, AMOS), амуниция и боеприпасы
- Обслуживание вертолетной техники и тренировка пилотов
- Обслуживание боевой техники, экипировки и снаряжения Вооруженных сил Финляндии
- Разработка, обслуживание и интеграция боевых систем управления и контроля
- Авиатехника и беспилотные летательные аппараты[1]
- Запчасти к Airbus A320, Airbus A380, Airbus A400M, Embraer 145, Saab 340, Saab 2000

## История
В 2012 году британское отделение международной организации по борьбе с коррупцией Transparency International, изучив деятельность 129 крупнейших военно-промышленных концернов мира, отнесла Patria к худшей из пяти категорий. Концерн отклонил критику в свой адрес.
В ноябре 2013 года была обнародована информация, что концерн является спонсором финского Союза биатлонистов.
В мае 2014 года компания объявила о сокращениях с июня в общей сложности 110 работников в городах Хямеэнлинна и Тампере, а также отправлении в принудительный отпуск части персонала.
До декабря 2014 года владельцами компании Patria являлись финское государство (73,2 %) и корпорация Airbus Group (26,8 %), когда государство выкупило все акции у Airbus.
В 2016 году концерн начал участие в тендере на поставку бронетехники Patria AMV и миномётов NEMO для министерства обороны Катара, а также участвует в переговорах на поставку техники в Австралию.

### Коррупционный скандал в Словении
Контракт, заключённый в 2006 году, о покупке Словенией 135 бронетранспортеров компании Patria на сумму €280 млн, вылился в судебное разбирательство о коррупции, по которому проходил бывший премьер-министр Словении Янез Янша и четверо других лиц. В 2013 году суд признал экс-премьера виновным и приговорил к двум годам лишения свободы и штрафу в размере €37 тыс.. Согласно опубликованным данным, Patria выплатила в качестве консалтинговых гонораров более 4,6 миллионов евро трем лицам. После поставки 30 единиц техники контракт в связи с судебным разбирательством был досрочно разорван.
С 5 сентября 2008 года компания Patria находилась под следствием в связи подозрением в подкупе государственных чиновников. Следственные мероприятия привели к увольнению с 18 августа 2008 года управляющего компанией Йормы Вийтакорпи (Jorma Wiitakorpi) и аресту нескольких служащих компании по подозрению во взяточничестве. В декабре 2012 года руководству компании были предъявлены обвинения в коррупции и промышленном шпионаже.
13 января 2015 года обвинения бывшего премьер-министра Словении Янеза Янша против общественной телерадиокомпании Финляндии Yleisradio были отвергнуты словенским апелляционным судом, а экс-премьера присудили возместить судебные издержки в размере около 15 тысяч евро.

### Разногласия по Хорватии
Из заказанных в 2007 году Хорватией 126 бронетранспортеров, 60 единиц было перепродано в Арабские Эмираты. Patria отрицала наличие разногласий с Хорватией, а также сведения о перепродаже.
Полицией Финляндии ряду сотрудников Patria были предъявлены обвинения в коррупции в связи с выплатой австрийскому консультанту 1,5 млн евро в качестве предварительной оплаты. Полиция подозревала, что часть суммы была выделена на взятки хорватским политикам и чиновникам.